# NGC 3369
NGC 3369是一个位于长蛇座的透鏡狀星系，距离地球1.75亿光年，1886年由奥蒙德·斯通发现。NGC 3369属于长蛇座星系团，但位于星系团的边缘地区。